# Edi Rada
Edi Rada (13 de setembro de 1922 – 13 de julho de 1997) foi um patinador artístico austríaco. Ele conquistou uma medalha de bronze olímpica em 1948, e uma medalha de bronze em campeonatos mundiais. Em 1939, ela competiu representando a Alemanha no Campeonato Mundial e no Campeonato Europeu.

## Principais resultados
| Resultados                                                            | Resultados       | Resultados       | Resultados      | Resultados       | Resultados      | Resultados      | Resultados      | Resultados      | Resultados        | Resultados        | Resultados    | Resultados    |
| Internacional                                                         | Internacional    | Internacional    | Internacional   | Internacional    | Internacional   | Internacional   | Internacional   | Internacional   | Internacional     | Internacional     | Internacional | Internacional |
| Evento/Temporada                                                      | 1937– 1938       | 1938– 1939       | 1939– 1940      | 1940– 1941       | 1941– 1942      | 1942– 1943      |                 | 1945– 1946      | 1946– 1947        | 1947– 1948        | 1948– 1949    |               |
| --------------------------------------------------------------------- | ---------------- | ---------------- | --------------- | ---------------- | --------------- | --------------- | --------------- | --------------- | ----------------- | ----------------- | ------------- | ------------- |
| Jogos Olímpicos                                                       |                  |                  |                 |                  |                 |                 |                 |                 | Medalha de bronze |                   |               |               |
| Campeonato Mundial                                                    | 7.º              | 4.º              |                 |                  |                 |                 |                 |                 | WD                | Medalha de bronze |               |               |
| Campeonato Europeu                                                    | 7.º              | 4.º              |                 |                  |                 |                 |                 |                 | Medalha de bronze | Medalha de ouro   |               |               |
| Nacional                                                              |                  |                  |                 |                  |                 |                 |                 |                 |                   |                   |               |               |
| Campeonato Alemão                                                     |                  | Medalha de prata |                 | Medalha de prata |                 | Medalha de ouro |                 |                 |                   |                   |               |               |
| Campeonato Austríaco                                                  | Medalha de prata | Medalha de ouro  | Medalha de ouro | Medalha de ouro  | Medalha de ouro |                 | Medalha de ouro | Medalha de ouro | Medalha de ouro   | Medalha de ouro   |               |               |
|                                                                       |                  |                  |                 |                  |                 |                 |                 |                 |                   |                   |               |               |
| Legenda: WD = Abandonou; Competição não foi disputada nesta temporada |                  |                  |                 |                  |                 |                 |                 |                 |                   |                   |               |               |